# Skynda långsamt grabben
Skynda långsamt grabben (originaltitel: Walk, Don't Run) är en amerikansk komedifilm från 1966 i regi av Charles Walters. Filmen utspelar sig i Tokyo under olympiska sommarspelen 1964. Filmen var Cary Grants sista som skådespelare och Charles Walters sista som regissör. Filmen är en nyinspelning av Ungkarlsfällan från 1943.

## Handling
Sir William Rutland, spelad av Cary Grant, ska försöka para ihop två personer, Christine Easton, spelad av Samantha Eggar, och Steve Davis, spelad av Jim Hutton.

## Rollista
- Cary Grant - Sir William Rutland
- Samantha Eggar - Christine Easton
- Jim Hutton - Steve Davis
- John Standing - Julius P. Haversack
- Miiko Taka - Aiko Kurawa
- Ted Hartley - Yuri Andreyovitch
- Ben Astar - Dimitri
- George Takei - Poliskapten
- Teru Shimada - Mr. Kurawa
- Lois Kiuchi - Mrs. Kurawa